# 若櫻鐵道
若櫻鐵道株式會社（日语：／）是一家總部位於鳥取縣八頭郡若櫻町的鐵路公司（日本第三部門鐵道）。該公司設有若櫻線，該路線是由舊日本國有鐵道（國鐵）特定地方交通線接手營運的鐵路線。公司由若櫻線沿線的自治體出資成立。

## 歷史
- 1987年（昭和62年）
  - 8月6日：公司成立。
  - 10月14日：繼承西日本旅客鐵道（JR西日本）若櫻線，若櫻線開業。
- 2007年（平成19年）8月8日：C12 167蒸汽機車遷入至若櫻站。
- 2009年（平成21年）4月1日：鐵路事業營運形態變更（第一種鐵道事業者 → 第二種鐵道事業者）。
- 2014年（平成26年）9月1日：在重建公司的情況下，在公開招募下社長就任若櫻鐵道社長[4]。
- 2015年（平成27年）4月11日：開始於線內試行蒸氣機車，行走於若櫻至八東之間[5][6]。

### 經營狀況、使用狀況
以下為各年度的經營狀況和使用狀況列表。數字取捨至1萬日圓。▲代表赤字。
| 年度   | 運送人次 （人） | 收入        | 支出        | 損益      | 備註             | 參考資料 |
| ------ | --------------- | ----------- | ----------- | --------- | ---------------- | -------- |
| 2008年 | 427,601         | 1億51萬円   | 1億5780萬円 | ▲5728萬円 | 上下直營最終年度 | [ 7 ]    |
| 2009年 | 391,463         | 1億9210萬円 | 1億9030萬円 | 180萬円   | 開始上下分離     | [ 7 ]    |
| 2010年 | 397,291         | 1億9771萬円 | 1億9544萬円 | 226萬円   |                  | [ 7 ]    |
| 2011年 | 419,801         | 2億848萬円  | 2億761萬円  | 87萬円    |                  | [ 7 ]    |
| 2012年 | 395,794         | 2億1617萬円 | 2億2462萬円 | ▲845萬円  |                  | [ 7 ]    |
| 2013年 | 415,763         | 2億1625萬円 | 2億3280萬円 | ▲1655萬円 |                  | [ 7 ]    |
| 2014年 | 346,658         | 1億8621萬円 | 2億1774萬円 | ▲3153萬円 |                  | [ 7 ]    |

## 路線

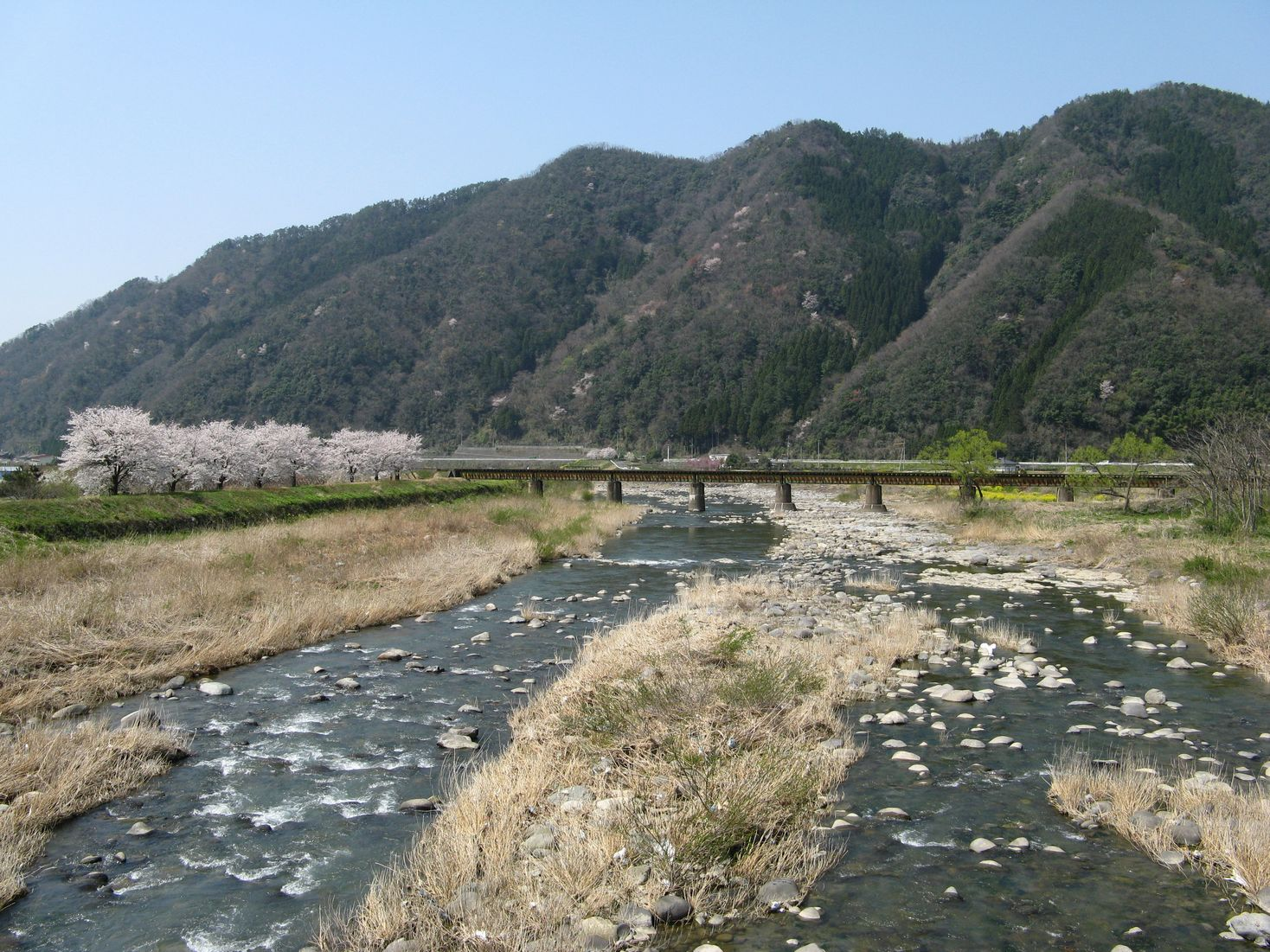
八東站至德丸站之間的第二八東川橋樑

| 中文線名 | 日文線名 | 起點 | 終點 | 距離（公里） | 備註                                                         |
| -------- | -------- | ---- | ---- | ------------ | ------------------------------------------------------------ |
| 若櫻線   |          | 郡家 | 若櫻 | 19.2         | 若櫻鐵道是第二種鐵道事業者，若櫻町和八頭町是第三種鐵道事業者 |

## 車輛
所有車輛型號的前綴均為「WT」，當中有著「W＝若櫻」、「T＝鳥取」的意思。

### 現有車輛
截至2017年（平成29年）3月31日，若櫻鐵道擁有2款型號4架柴油列車（由若狹町和八頭町擁有）。
WT3000形（WT3001, WT3003, WT3004 3輛）

在1987年（昭和62年）開業引入了WT2500形（下述）柴油列車，該列車後來進行翻新工程，同時把列車型號變更，成為一台輕快型柴油列車。工程内容包括增加引擎馬力輸出（由DMF13HS (250PS) 更換為DMF13HZ (330PS)），變更車身塗裝，更換轉向架（車輪直徑由762毫米 變為 860毫米）。車身側邊加設路線牌架。車輛最高時速為95km/h 。制動裝置搭載了DE1A式自動空氣制動。可載客116人。車輛內沒有廁所。所有同類車款附上愛稱「櫻花」。
在2018年，WT3003改造為觀光列車「昭和」。在2019年，WT3001改造為觀光列車「八頭號」。在2020年，WT3004改造為觀光列車「若櫻號」。
WT3300形（WT3301 1輛）

在WT2500形進行翻新工程時，為了保持車隊數目以及增備活動用列車。在2001年（平成13年）3月購入了新潟鐵工所製的輕型柴油客車。車身使用不鏽鋼製造，為長18米級的車輛。引擎使用新潟鐵工所（現時：新潟原動機）製造的DMF13HZ，馬力330PS。車內設有可轉換的交叉座椅。與WT3000形同樣，車內沒有廁所。車窗不可打開。由於車輛由日本彩票協會寄贈，因此名為「彩票號」。車輛前方設有方向幕。車輛最高時速為95km/h。可載客94人。另外，車內設有活動時使用的卡拉OK裝置。在2016年3月起，車輛貼上了「鈴木GSX1300R隼」的全車身廣告。

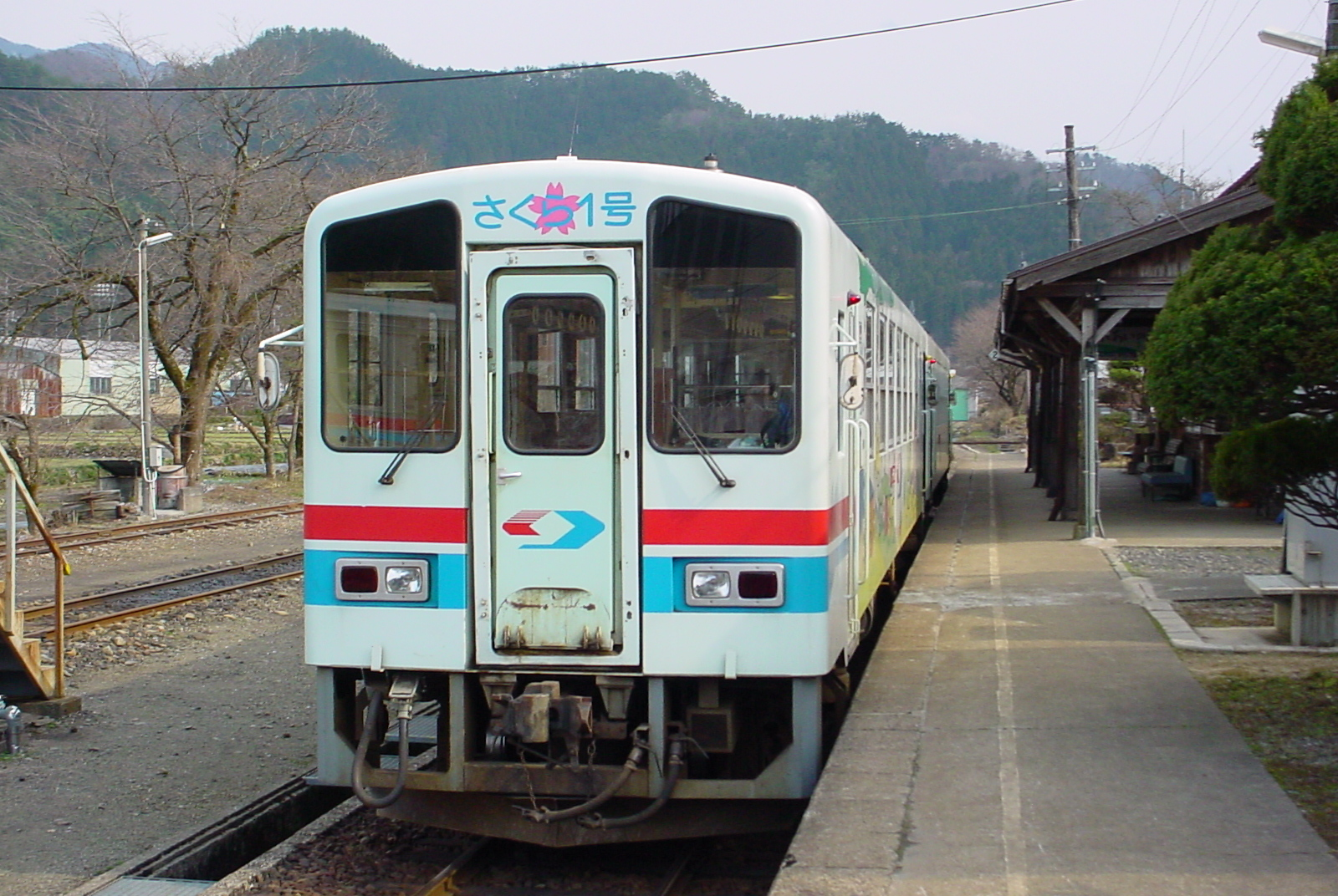
WT3000形3001 櫻花1號（若櫻，2006年3月26日）
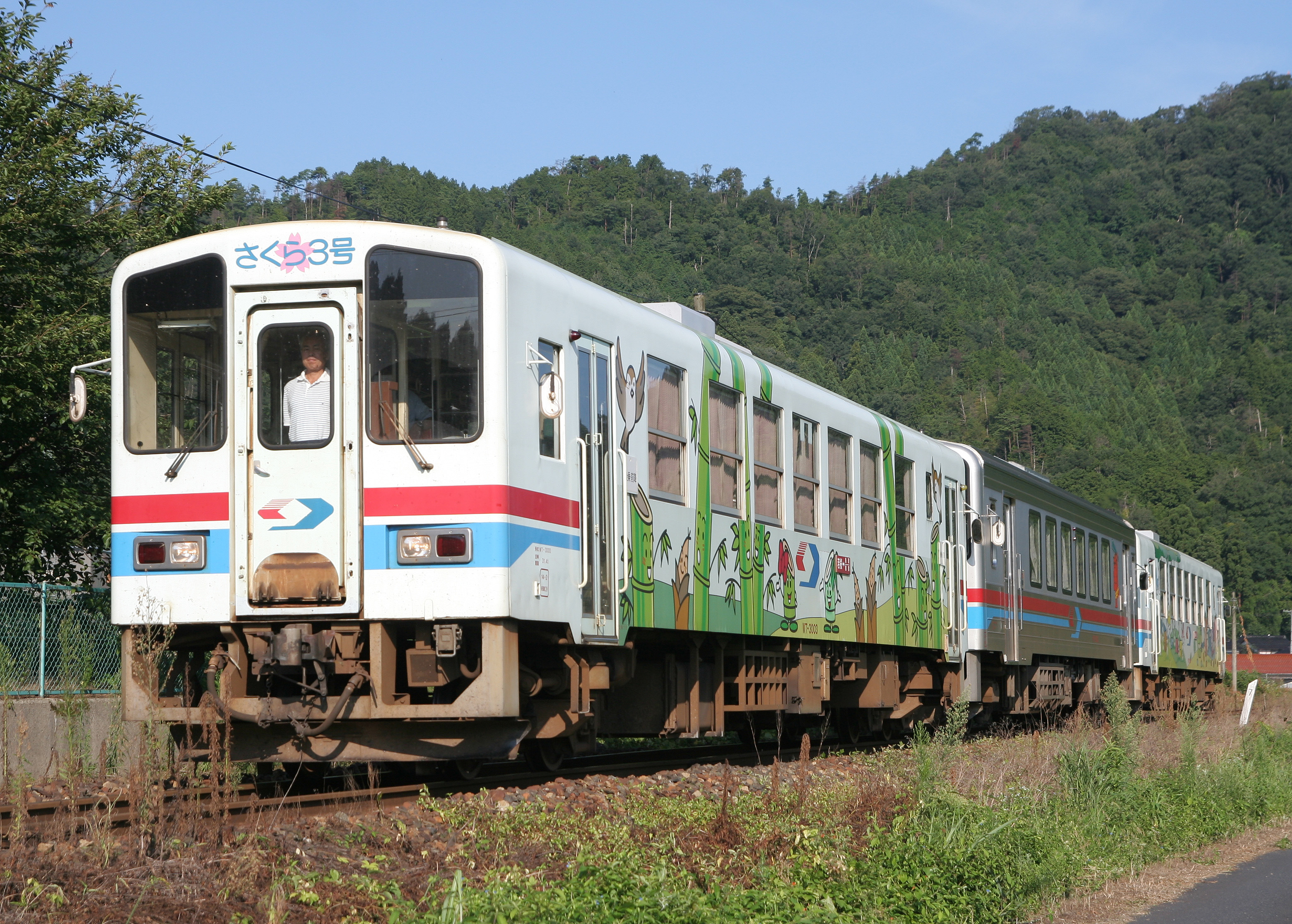
WT3000形3003 櫻花3號（隼 - 安部，2009年8月26日）
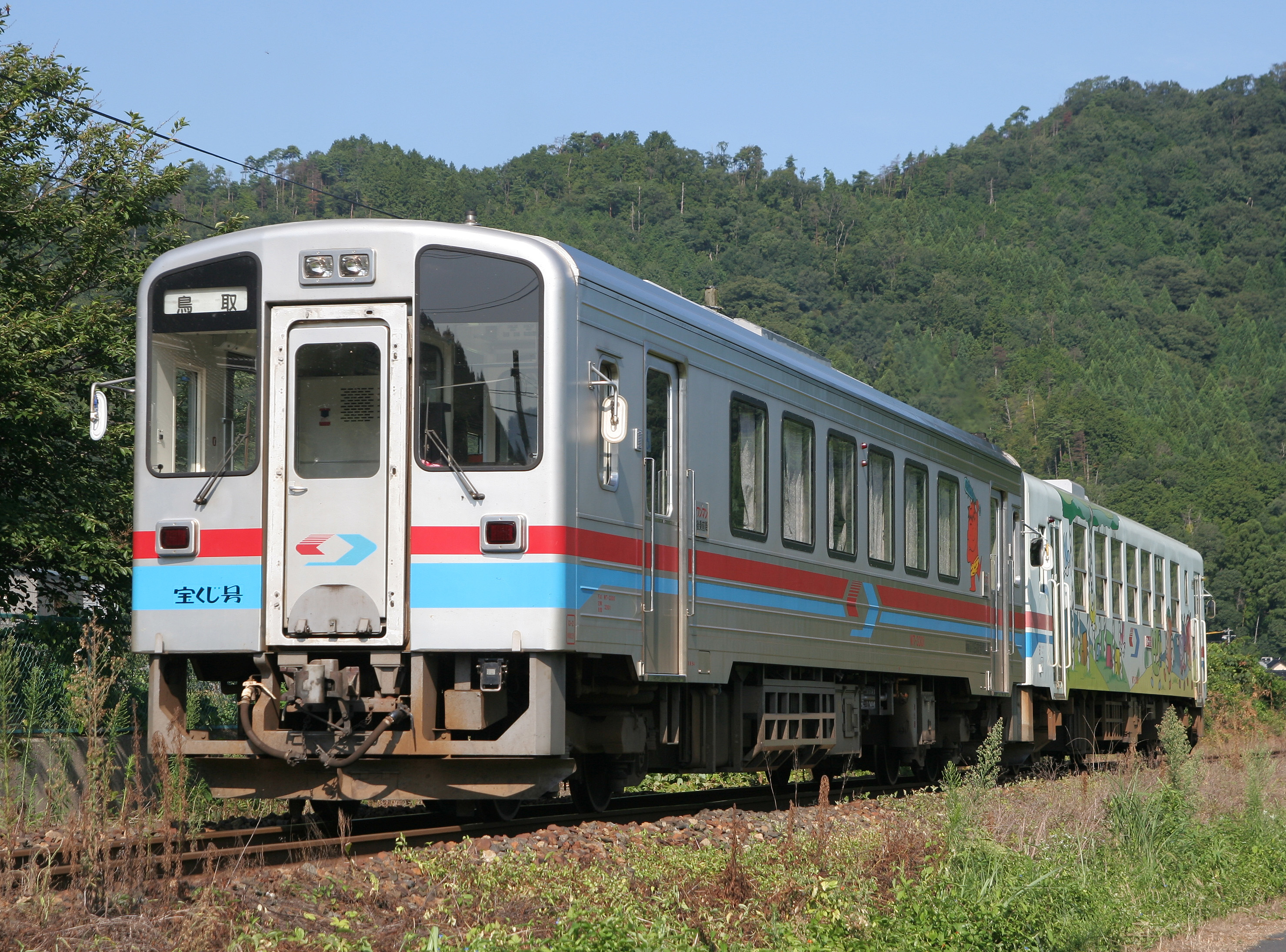
WT3300形3301 彩票號和WT3000形3001 櫻花1號（隼 - 安部，2009年8月26日）

### 過去車輛
WT2500形（WT2501 - WT2504）

在1987年（昭和62年）10月開業，若櫻鐵道購入了新潟鐵工所製的輕型柴油客車。車身長為18米級。引擎使用新潟鐵工所（現時：IHI原動機）製的DMF13HS，馬力輸出250PS。最初有WT2501 - WT2504 4輛。車內的座椅為交叉配置，車內沒有廁所。在2001年（平成13年）起車輛進行翻新工程，並改變車型為WT3000形。在2003年（平成15年），最後一架車輛WT2504變更為WT3004後，翻新工程完結。只剩下未翻新的WT2502。在同年12月31日，該車輛退役了，因此再沒有這個型號。在廢車時，進行了緊急訓練，該車與汽車相撞。現時該廢車放置在因美線東郡家站至郡家站之間的一個倉庫內，車輛一半已經被切斷。

### 保存車輛
除了正式營運用車輛外，也保存了下列車輛：
機車
- C12 167：停泊在若櫻站站內的蒸氣機車（動態保存）。該車輛現時可以讓人們試駕。並計劃當作若櫻鐵道的觀光列車之用。
- DD16 7：曾經在鐵道綜合技術研究所國立研究所內，把試驗車輛牽引的柴油機車。在2012年（平成24年）12月20日從陸路遷入至若櫻站。該車輛現時還可行走，與C12 167同樣可讓人們試駕。

貨車
- To6：保存在若櫻站内的前長野電鐵貨車。
- Yo8627：由神奈川縣團體轉讓的守車。現時在若櫻站内。

客車
- 12系：觀光列車之用，在2011年（平成23年）從四國旅客鐵道接收該客車。

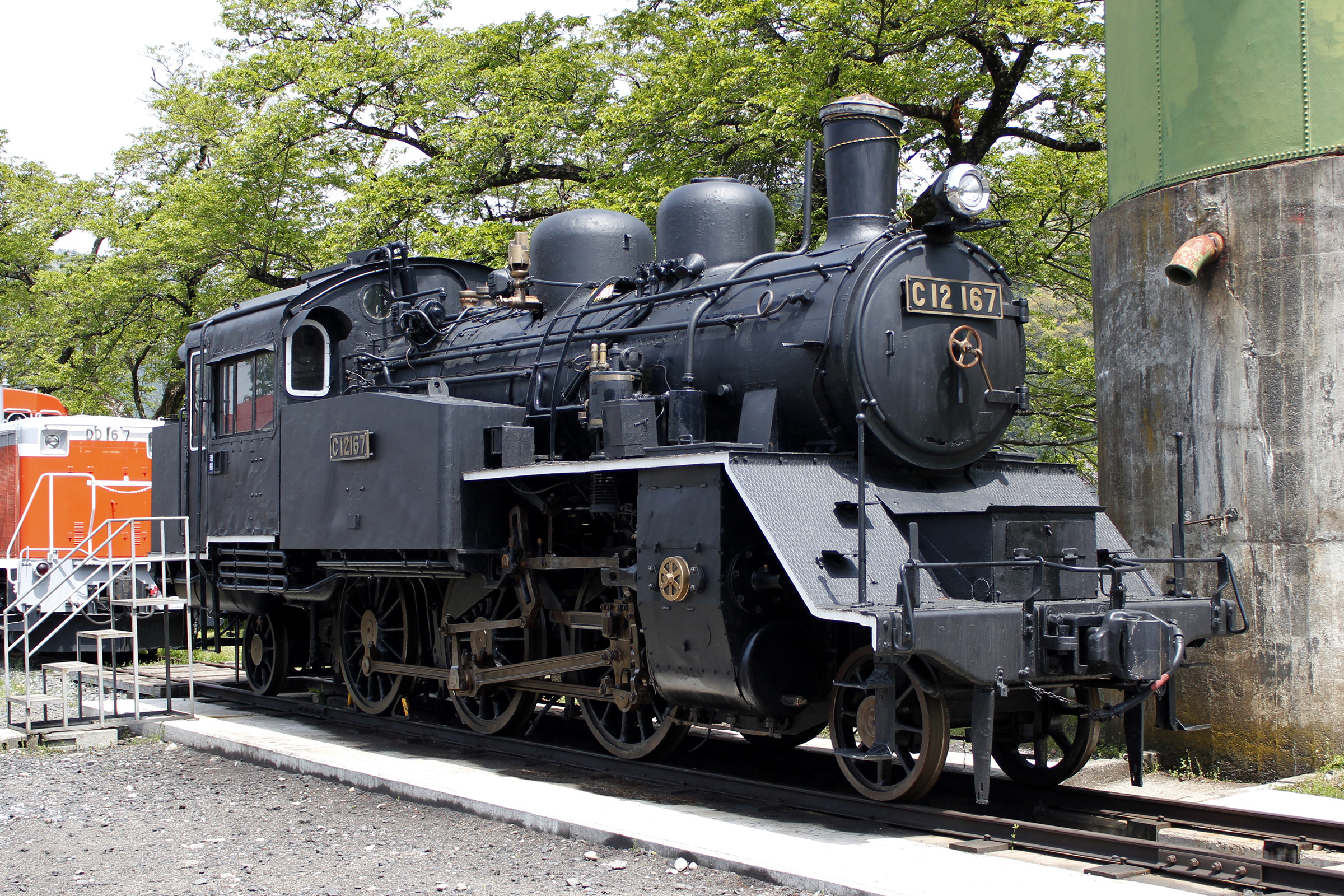
C12形蒸氣機車
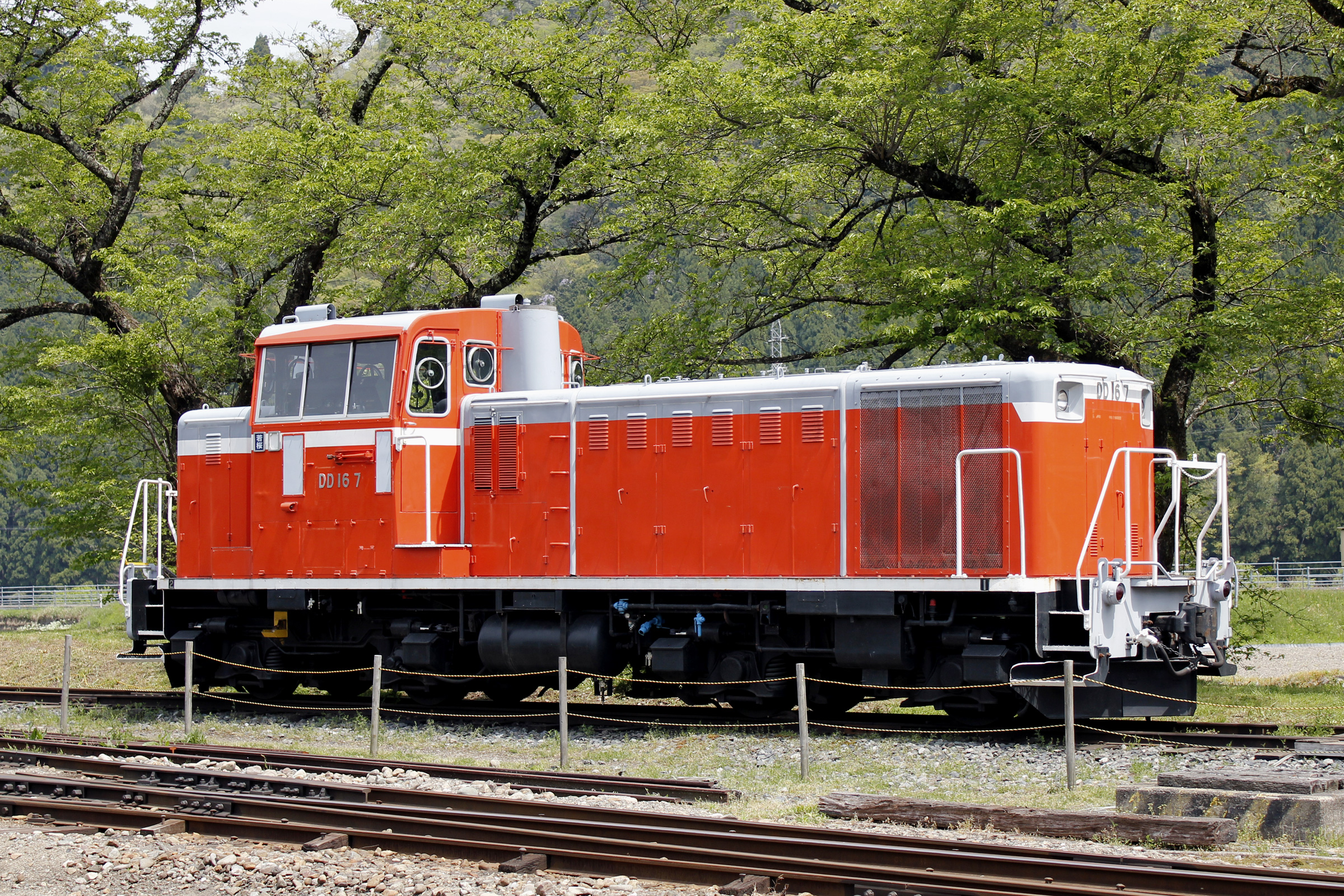
DD16形柴油機車
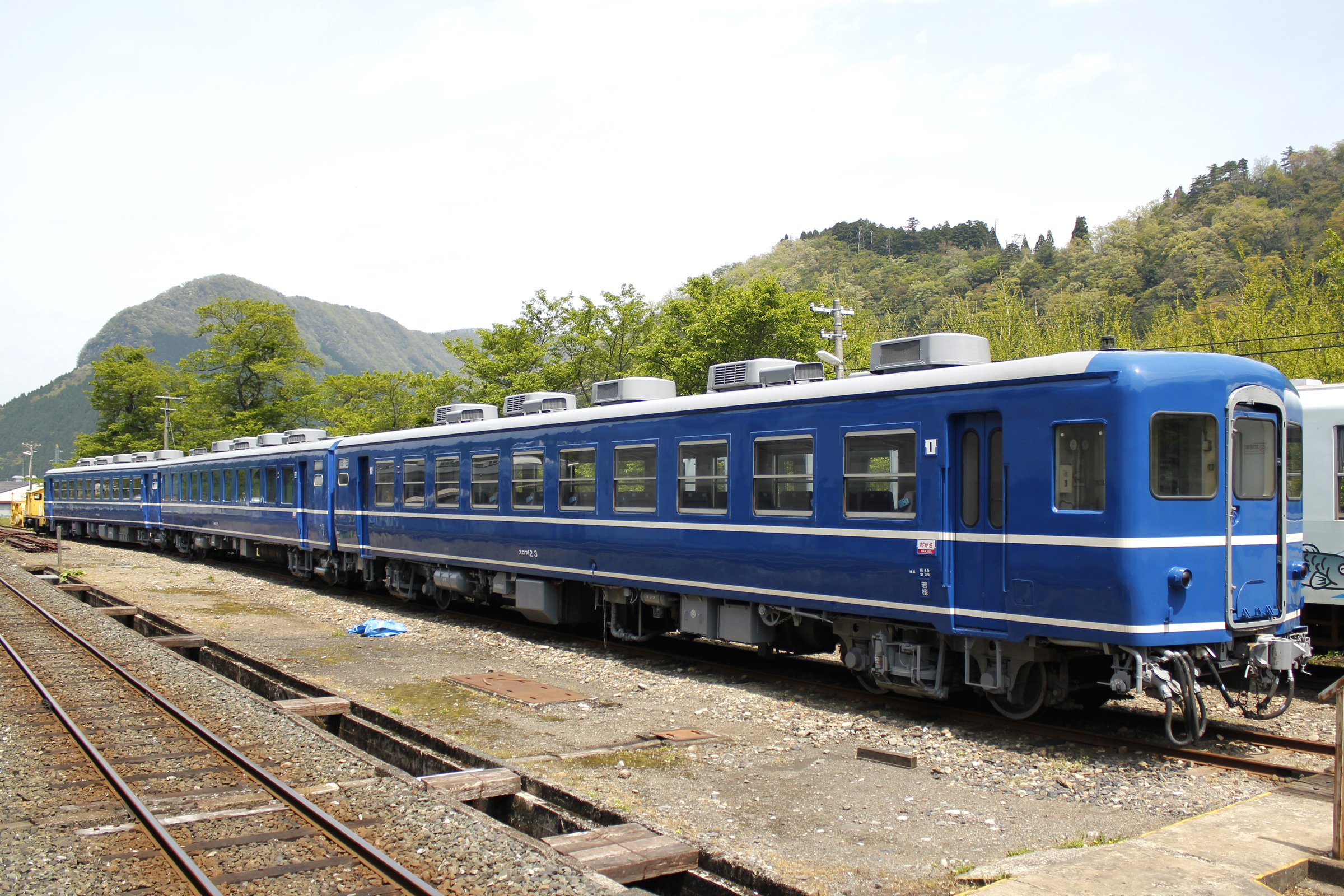
12系客車

### 其他
- 除雪軌道工程車：在冬天於若櫻線上行走，用作調度車輛之用。
- 軌道單車：於若櫻線內的檢查車輛。

## 車費
以下為成人普通車費（小童半價，向上取捨10日圓）。在2019年（令和元年）10月1日生效。
郡家站至八頭高校前站之間 (0.9公里)的車費為100日圓。在2007年（平成19年）3月31日前，該區間的車費只需60日圓，當時成為了日本最平車費的記錄。在1996年（平成8年）八頭高校前站啟用當初的車費為160日圓，由於有許多高校生使用該站，在1997年（平成9年）4月1日起車費區間中增加1公里以下區間，新的車費區間中，郡家站至八頭高校前站之間的車費減至60日圓。但是，隨後數年由於使用人次減少持續減少，因此決定增加車費，預計每年增加250萬日圓的收入，在2007年（平成19年）4月1日向中國運輸局申請增加車費至100日圓。在加價後，北大阪急行電鐵成人初乘車費80日圓（截至2007年4月1日）取代了若櫻鐵道成為日本最平車費。但是，北大阪急行電鐵在2017年（平成29年）4月申請加價，使北大阪急行電鐵加價與若櫻鐵道並列日本最平車費。
| 100 | 八頭高校前 | 八頭高校前 |          |      |      |      |      |      |      |
| 210 | 170        | 因幡船岡   | 因幡船岡 |      |      |      |      |      |      |
| 270 | 270        | 170        | 隼       | 隼   |      |      |      |      |      |
| 300 | 300        | 270        | 210      | 安部 | 安部 |      |      |      |      |
| 340 | 300        | 300        | 270      | 210  | 八東 | 八東 |      |      |      |
| 340 | 340        | 340        | 300      | 270  | 170  | 德丸 | 德丸 |      |      |
| 370 | 370        | 340        | 340      | 300  | 270  | 170  | 丹比 | 丹比 |      |
| 440 | 440        | 400        | 370      | 370  | 340  | 300  | 270  | 若櫻 | 若櫻 |

## 注腳
1. ↑  . 毎日新聞.   [2018-07-18]. （原始内容存档于2018-07-18） （日语）.
2. 1 2 3 4 5 6 7  鐵道統計年報平成29年度版 - 國土交通省
3. ↑  國土交通省鐵道局監修《鉄道要覧》令和元年度版，電氣車研究會、鐵道圖書刊行會
4. ↑  鳥取）公募の新社長に山田和昭氏　若桜鉄道 （页面存档备份，存于）（日語） - 朝日新聞數碼，2014年9月2日
5. ↑  . 中國新聞 (中國新聞社). 2015-04-12  [2015-04-25] （日语）.[]
6. ↑  柏樹利弘. . 朝日新聞. 2015-04-11  [2015-04-14]. （原始内容存档于2016-04-19） （日语）.
7. 1 2 3 4 5 6 7  若桜鉄道の概要 （页面存档备份，存于）（日語） - 鳥取縣，2016年11月20日參閲
8. 1 2  鐵道統計年報平成28年度版 - 國土交通省
9. ↑  若桜鉄道で観光列車「昭和」の試乗会 （页面存档备份，存于）（日語） - 鐵道迷・railf.jp 鐵道新聞，2018年3月2日刊登
10. ↑  若桜鉄道の観光列車第２弾「八頭号」運行開始 （页面存档备份，存于）（日語） - 產經新聞，2019年3月2日
11. ↑  若桜鉄道、観光列車第3弾「若桜号」3/7デビュー! 試乗会・内覧会も （页面存档备份，存于）（日語） - MyNavi新聞　2020年1月18日參閱
12. 1 2 3 4 5 6 7  . RAIL FAN (鐵道友之會). 2002-04-01, 49 (4): 17 （日语）.
13. ↑  若桜鉄道「隼ラッピング列車」運行始まる…初日はバイク並走 （页面存档备份，存于）（日語） - Response，2016年3月21日
14. 1 2 3 4 5  . 鐵道雜誌（日语：鉄道ジャーナル） (鐵道雜誌社). 1987-12, 21 (14): 124–125.
15. ↑  若桜線SL運行委員会からのお知らせ （页面存档备份，存于）（日語）若櫻鐵道官網
16. ↑  . 日本海新聞 (新日本海新聞社). 2012-12-21  [2015-04-25]. （原始内容存档于2013-01-27） （日语）.
17. ↑  若桜鉄道運賃表[]（日語） - 若櫻鐵道，2019年11月2日參閲
18. ↑  運賃変更のお知らせ （页面存档备份，存于）（日語） - 若櫻鐵道，2019年9月11日
19. ↑  「最安」初乗り値上げ、100円に…北大阪急行 （页面存档备份，存于）（日語），讀賣新聞，2016年12月17日。

## 外部連結
- 若櫻鐵道株式會社 （页面存档备份，存于）（日語）
- 若櫻鐵道之概要 （页面存档备份，存于）（日語） - 鳥取縣官方網站